# Joachim Walder
Joachim Walder (* 20. April 1956 in Nirkan, Taluk Bantwal, Dakshina Kannada, Karnataka) ist ein indischer römisch-katholischer Geistlicher und Weihbischof in Aizawl.

## Leben
Joachim Walder studierte Philosophie am Christ the King College in Shillong und Katholische Theologie am päpstlichen Priesterseminar in Pune. Am 26. April 1986 empfing er das Sakrament der Priesterweihe für das Bistum Aizawl.
Neben Aufgaben in der Pfarrseelsorge in verschiedenen Gemeinden im Barak-Tal und als Dekan war er als Schulleiter tätig. Ab 2018 war er Bischofsvikar für die Seelsorgeregion Barak-Tal.
Papst Franziskus ernannte ihn am 30. März 2023 zum Titularbischof von Legia und zum Weihbischof in Aizawl. Der Erzbischof von Shillong, Victor Lyngdoh, spendete ihm am 28. Mai desselben Jahres auf dem Gelände der Don-Bosco-Schule in Silchar die Bischofsweihe. Mitkonsekratoren waren der Erzbischof von Guwahati, John Moolachira, und der Erzbischof von Imphal, Dominic Lumon.